# Istorija Sirije
Sirija je bila centar jedne od najstarijih civilizacija na svetu, što je potvrđeno velikim brojem arheoloških iskopa. Godine 1975. su započeta arheološka istraživanja oko grada Ebla na severoistoku Sirije. Tadašnjim istraživanjima otkrivena su naselja koja su se nalazila u regionu od Crvenog mora do Turske i ka istoku do Mesopotamije u periodu od 2500. do 2400. p. n. e. Naučnici veruju da je jezik kojim se govorilo u Ebli najstariji iz grupe semitskih jezika. Gradovi od arheološke važnosti su Mari, Ugarit i Dura Evropos.
Siriju su okupirali brojni narodi, Hanati, Jevreji, Arameni, Asirci, Vavilonci, Persijci, Grci, Armenijci, Rimljani, Vizantinci, Arapi, i jedan deo je osvojen od strane krstaša. Sirija je, kao i ostatak regiona, bio pod viševekovnom kontrolom Osmanskog carstva. Današnja Sirija je takođe bila jedan od centara osnivalja hrinšćanstva – Sveti Pavle se preobrazio u hrišćanina na putu u Damask i osnovao prvu hrišćansku crkvu u Antioku, antičkoj Siriji, a današnjoj Turskoj. Osmanska kontrola nad Sirijom se završila kada su Arapi ušli u Damask, pri samom kraju Prvog svetskog rata, 1918. godine. Nezavisno arapsko kraljevstvo Sirije je osnovano na čelu sa kraljem Fejsalom iz Hašemit porodice, koji je kasnije postao kralj Iraka. Njegova vladavina je okončata jula 1920. godine kada su francuske snage ušle u Siriju i uspotavile svoju vlast. Nakon bitke kod Mejsaluna 23. jula, između sirijske armije pod vođstvom Jusuf al-Azmeha i francuskih snaga, francuske snage su došle do Damaska i kralj Fejsal je zbačen sa vlasti. Period francuske vladavine je obeležen naglim porastom nacionalizma i brutalnom represijom, ali je ovaj period takođe video i modernizaciju infrastrukture.
Nakon odlaska Francuske 1940. godine, Sirija je pala u ruke Viči vlade, sve dok je ponovo nije okupirala Francuska jula 1941. godine, ovog puta sa Velikom Britanijom. Usled nacionalizma francuske trupe su napustile zemlju aprila 1946. godine, i ostavile je u rukama vlade koja se zalagala za republiku.
Godine 1973. izbio je sukob nazvan Oktobarski rat, u kojem je Sirija napala područje Golanske visoravni u pokušaju da zauzmu region i zbace izraelsku vlast. Uprkos početnim uspesima, na krjau rata Izrael je bio superioriniji u vojnom pogledu. Nakon nekoliko diplomatskih pregovora, u kojima je ulogu katalizatora imao Henri Kisindžer, Sirija je dobila teritorijalno mali deo Golanskih visorovni, što je tadašnja vlada Sirije upotrebila u unutrašnjosti zemlje kao dokaz da je rat bio pobedonosan. od 1974. godine sirijasko-izraelski front je video primirje, sa povremenim incidentima.
Rane 1976. godine građanski rat je izbio u susednom Libanu u kojem su velike gubitke pretrpeli pripadnici maroni hrišćana. Sirija je poslala 40.000 svojih vojnika u Liban kako bi pomogli hrišćanima, ali se uskoro i sama umešala u Libanski građanski rat. Sa ulaskom Sirije u sukob, počinje i tridesetogodišnje sirijsko prisustvo u Libanu. Narednih 15 godina građanskog rata, Sirija se borila za kontorlu nad Libanom, a u isto vreme ratovala sa Izraelom koristeći teritoriju Libana i libanske vojnike na jugu zemlje. Nakon završetka rata 1990. godine, mnogi su videli prisustvo Sirije u Libanu kao okupaciju. Sirijske trupe su ostale prisutne u Libanu sve do 2005. godine, nakon što je izvršen atentat na bivšeg premijera Rafik Haririja, i nakon što se se pojavila špekulacije da je Sirija imala udela u atentatu.
Nakon završetka rata u Libanu, smatra se da je oko milion Sirijaca došlo u Liban u potrazi za poslom. Sirijski radnici su lakše nalazili zaposlenje od Palestinaca i samih Libanca, jer su Sirijci bivali manje plaćeni. Neki su smatrali da je blagoslov Sirije uz koji je slala tako veliki broj svojih državnjana u susedni Liban bio još jedan pokušaj Sirije da kolonizuje Liban. Godine 1994. nakon pritisaka iz Damaska, libanska vlada je odobrila izdavanje oko 200.000 libanskih pasoša sirijskim građanima koji su tada živeli u Libanu.

## Praistorija
Najstariji ostaci pronađeni u Siriji datiraju iz doba paleolita (oko 800.000 godina pne). Dana 23. avgusta 1993. zajednički tim za iskopavanje Japana i Sirije otkrio je fosilizovane ljudske ostatke iz paleolita u pećini Dederijeh, oko 400 km severno od Damaska. Kosti pronađene u ovoj masivnoj pećini bile su kosti neandertalnog deteta, za koje se procenjuje da je bilo staro oko dve godine, i koje je živelo u srednjem paleolitskom dobu (pre oko 200.000 do 40.000 godina). Iako su već otkrivene mnoge neandertalske kosti, ovo je praktično prvi put da je pronađen gotovo kompletan skeleton deteta na njegovom izvornom mestu sahrane.
Arheolozi su pokazali da je civilizacija u Siriji bila jedna od najstarijih na svetu. Sirija je deo Plodnog polumeseca, i od oko 10.000 godine pre nove ere bila je jedno od središta neolitske kulture (PPNA) gde su se poljoprivreda i stočarstvo prvi put pojavili u svetu. Neolitski period (PPNB) predstavljen je pravougaonim kućama kulture Murejbet. U ranom neolitu ljudi su koristili posude od kamena i gipsa. Nalazi obsidijanskih alata iz Anatolije dokaz su ranih trgovinskih odnosa. Gradovi Hamoukar i Emar cvetali su tokom kasnog neolita i bronzanog doba.

## Drevni Bliski istok
Ruševine Eble, u blizini Idliba na severu Sirije, otkrivene su i iskopane 1975. godine. Smatra se da je Ebla bila istočnosemitski grad-država osnovana oko 3000. godine p. n. e.. U svom zenitu, od oko 2500. do 2400. godine p. n. e., pretpostavlja se da je kontrolisala carstvo koje je sezalo severno do Anatolije, istočno do Mesopotamije i južno do Damaska. Ebla je trgovala sa mesopotamijskim državama Sumer, Akadija i Asirija, kao i sa narodima na severozapadu. Pokloni faraona pronađeni tokom iskopavanja potvrđuju Eblin kontakt sa Egiptom. Učenjaci veruju da je jezik Eble bio u bliskoj vezi sa istočnosemitskim akadskim jezikom Mesopotamije i da je bio jedan od najstarijih poznatih pisanih jezika. Od trećeg milenijuma pre nove ere Siriju su okupirali i sukcesivno se borili za nju Sumeri, Eblaiti, Akadijci, Asirci, Egipćani, Hetiti, Huri, Mitani, Amoriti i Vavilonci.
Eblu je verovatno osvojilo mesopotamsko Akadsko carstvo (2335–2154. p. n. e.) pod Sargonom od Akada oko 2330. godine p. n. e.. Grad je ponovo pojavio kao deo nacije Amorita koji su govorili severozapadnosemitski jezik nekoliko vekova kasnije, i procvetao je početkom drugog milenijuma pre nove ere dok ga nisu osvojili indoevropski Hetiti. Sumerci, Akađani i Asirci iz Mesopotamije su ovu oblast nazivali Mar Tu ili zemlja Amurua (Amorita) već od 24. veka p. n. e.. Delovi Sirije bili su pod kontrolom Neosumerskog carstva, Staroasirskog carstva i Vavilonskog carstva između 22. i 18. veka p. n. e..
Za ovaj region su borile rivalske imperije Hetita, Egipćana, Asiraca i Mitanita između 15. i 13. veka pre nove ere, dok je Srednjoasirijsko carstvo (1365–1050. p. n. e.) na kraju ostalo da kontroliše Siriju. Kada se Srednjoasirijsko carstvo počelo da slabi krajem 11. veka p. n. e., Hananci i Feničani su nadvladali i zauzeli obalski deo, a Aramejci i Sutejci su zamenili Amorite u unutrašnjosti kao deo opštih prekida i promena vezanih za kolaps bronzanog doba and dejstva Naroda sa mora. Tokom ovog perioda, veći deo Sirije je postao poznat kao Eber Nari i Aram.
Od 10. veka p. n. e., nastalo je Neoasirijsko carstvo (935-605. p. n. e.) i Sirijom je vladala Asirija tokom naredna tri veka, sve do kraja 7. veka pre nove ere, a još uvek je bila poznata kao Eber-Nari i Aram tokom celog tog perioda. Tokom ovog perioda prvo nastaje naziv Sirija, mada ne u vezi sa modernom Sirijom, već kao indoevropska korupcija Asirije, koja je zapravo obuhvatila moderne oblasti severnog Iraka, severoistočne Sirije, jugoistočne Turske i severozapadni rub Irana. Nakon što se ovo carstvo konačno raspadalo, mesopotamijska dominacija se nastavila neko vreme dejstvom kratkovečnog Vavilonskog carstva (612–539. p. n. e.), koje je vladalo ovim regionom oko 70 godina.

## Literatura
- Овај чланак укључује текст из публикације која је сада у јавном власништву: Chisholm, Hugh, ур. (1911). „Syria”.  (на језику: енглески). 26 (11 изд.). Cambridge University Press. стр. 305—309. (See pp. 308–309.)
- Fedden, Robin (1955). Syria: an historical appreciation. London: Readers Union — Robert Hale.
- Hinnebusch, Raymond (2002). Syria: Revolution from Above. Routledge. ISBN 0-415-28568-2.
- Bar-Yosef, Yosef (1998). „The Natufian culture in the Levant, threshold to the origins of agriculture.”. Evolutionary Anthropology. 6 (5): 159—177. S2CID 35814375. doi:10.1002/(sici)1520-6505(1998)6:5<159::aid-evan4>3.0.co;2-7.
- Bar-Yosef (1994). „The lower paleolithic of the Near East” (8): 211—265.
- Bienvenido Martínez-Navarro, Miriam Belmaker, Ofer Bar-Yosef (2009). „The large carnivores from 'Ubeidiya (early Pleistocene, Israel): biochronological and biogeographical implications”. Journal of Human Evolution. 56 (5): 514—524. PMID 19427671. doi:10.1016/j.jhevol.2009.02.004 — преко ScienceDirect. „The biochronological analysis narrows the age range for the fossil bearing strata at ‘Ubeidiya and the Early Acheulian industry in the Jordan Valley to 1.5–1.2 Ma and is 100–200,000 years earlier than previously estimated.”
- Ignacio de la Torre (2016). „The origins of the Acheulean: past and present perspectives on a major transition in human evolution”. Philosophical Transactions: Biological Sciences. 371 (1698): 6. JSTOR 24768985.
- Reid Ferring, Oriol Oms, Jordi Agusti, Francesco Berna, Medea Nioradze, Teona Shelia, Martha Tappen, Abesalom Vekua, David Zhvania and David Lordkipanidze (28. 6. 2011). „Earliest human occupations at Dmanisi (Georgian Caucasus) dated to 1.85–1.78 Ma”. Proceedings of the National Academy of Sciences of the United States of America. 108 (26): 10432—10436. JSTOR 27978631. PMC 3127884 . PMID 21646521. doi:10.1073/pnas.1106638108 .
- Bar-Yosef, Ofer (1989). „The origins of sedentism and farming communities in the Levant.”. Journal of World Prehistory. 3 (4): 447—498. S2CID 162966796. doi:10.1007/bf00975111.
- Bar-Yosef, Ofer (1998). „On the nature of transitions: the Middle to Upper Palaeolithic and the Neolithic Revolution” (PDF). Cambridge Archaeological Journal. 8 (2): 141—163. S2CID 246637735. doi:10.1017/s0959774300001815.
- Yellin, Joseph; Levy, Thomas E.; Rowan, Yorke M. (1996). „New Evidence on Prehistoric Trade Routes: The Obsidian Evidence from Gilat, Israel”. Journal of Field Archaeology. 23 (3): 361—368. doi:10.1179/009346996791973873.
- „See”. Архивирано из оригинала 2008-02-24. г. Приступљено 2007-02-26.
- „The Aramaic Language and Its Classification” (PDF). Journal of Assyrian Academic Studies. 14 (1). Архивирано из оригинала (PDF) 09. 09. 2008. г. Приступљено 29. 07. 2019.
- Gonen Sharon (2014). „The Early Prehistory of Western and Central Asia”. The Cambridge World Prehistory: West and Central Asia and Europe. 3. United States: Cambridge University Press. стр. 1357—1378. ISBN 978-1-107-02379-6.
- Burke, Aaron (2013). „Introduction to the Levant During the Middle Bronze Age”.  Ур.: Steiner, Margreet L.; Killebrew, Ann E. The Oxford Handbook of the Archaeology of the Levant: c. 8000-332 BCE. Oxford University Press. ISBN 978-0-19-166255-3.
- Gzella, Holger (2013). „Peoples and Languages of the Levant During the Bronze and Iron Ages”.  Ур.: Steiner, Margreet L.; Killebrew, Ann E. The Oxford Handbook of the Archaeology of the Levant: c. 8000-332 BCE. Oxford University Press. ISBN 978-0-19-166255-3.
- Pfälzner, Peter (2012). „Levantine Kingdoms of the Late Bronze Age”.  Ур.: Potts, Daniel T. A Companion to the Archaeology of the Ancient Near East. 1. John Wiley & Sons. ISBN 978-1-4443-6077-6.

## Spoljašnje veze
- History of Syria, Lebanon & Jordan 1700-1950 Архивирано на веб-сајту  (13. јун 2021)
- Syria and Palestine from 1920
- Syrian President Bashar al-Assad: Facing down rebellion from BBC News
- Joel Ng, Introduction to Biblical Archaeology 2: From Stone to Bronze
- Paul James Cowie, Archaeowiki: Archaeology of the Southern Levant